# Squalidus atromaculatus
Squalidus atromaculatus är en fiskart som först beskrevs av Nichols och Pope 1927.  Squalidus atromaculatus ingår i släktet Squalidus och familjen karpfiskar. IUCN kategoriserar arten globalt som livskraftig. Inga underarter finns listade i Catalogue of Life.